# 조선기자동맹
조선기자동맹(朝鮮記者同盟)은 조선민주주의인민공화국의 출판 언론인 노동조합이다.

## 역사
1946년 11월 11일 평양에서 결성되었으며, 조선민주주의인민공화국의 기자들은 모두 의무적으로 가입하게 되어 있다. 상설적인 기구로서 동맹 중앙위원회가, 중앙과 지방의 모든 출판·보도기관들에는 기관동맹위원회들이 조직되어 있으며, 기관동맹위원회들에는 초급 단체가 조직되어 있다. 조선기자동맹 위원장은 조선로동당의 기관지인 《로동신문》 책임주필이 자동적으로 겸직하며, 주로 조선로동당의 핵심고위직 인물이 임명된다.

## 같이 보기
- 한국기자협회